# RedTube
RedTube是一个色情影片分享網站。其在2009年11月Alexa排名中跻身全球头100个访问量最多的网站。2010年6月开始网站跌出了头100名，但是在2012年年中又回到了头100名。它之所以受欢迎是得益于它的非色情的名字，以及它的名字与著名非色情影片分享网站YouTube之间的相似性。网站位于得克萨斯州休斯敦市，在旧金山和新奥尔良市有服务器。

## 历史
《连线》杂志报道Redtube.com在2007年12月是全球五大增长速度最快的网站
来自土耳其的駭客于2008年10月闯入并且暂时关闭了网站的数据库。
2009年斯里兰卡法院屏蔽了12家色情网站，RedTube是其中之一，由于其包含了描述斯里兰卡妇女和小孩的色情影片。法院认为这是“败坏社会風氣”。
2013年9月，网站上的一个影片被俄罗斯封杀，依据的是俄罗斯联邦法律“保护儿童的身心健康免於受到侵害”。

### 德国法律事务所停止并终止通知函
2013年12月德国法律事务所「Urmann und Collegen」（U+C）开始寄出大批停止并终止通知函（德语称之为「Abmahnung」）给RedTube的德国观众，要求他们给事务所支付总额250欧元的赔偿。其中15块5毛将被用于赔偿RedTube上部分影片的版权拥有者，瑞士的“The Archive AG”公司。 截至到2013年12月，超过两万人收到了这封信。并不清楚这間法律事务所是如何收集到RedTube用户的IP地址的。在相关的法律文件中，原告声称他委托一所名叫ITGuards的公司（据说位于加利福尼亚州圣荷西市）使用了专业的GLADII版本1.1.3軟體收集用户的IP地址，甚至包括用户在每个影片上的播放和暂停的精确的时间点。虽然在德国停止并终止通知函经常被寄给那些进行档案分享活动的互联网用户，但是这是第一次德国对于只是使用流媒体的網路用户采取类似行动。